# 蛇尾草孢堆黑粉菌
蛇尾草孢堆黑粉菌（学名：Sporisorium ophiuri）是属于黑粉菌目黑粉菌科孢堆黑粉菌属的一种真菌，寄生在筒轴茅属植物上。该种分布于中国、菲律宾、印度尼西亚、印度、几内亚、马达加斯加等地。